# Cuori senza frontiere
Cuori senza frontiere è un film del 1950 diretto da Luigi Zampa.
Il film è ambientato in un paese che dopo la Seconda guerra mondiale si ritrova diviso in due dal confine fra Italia e Jugoslavia. Il tema del film, il cui titolo provvisorio era La linea bianca, fu probabilmente tratto dalla divisione in due settori del cimitero di Gorizia, in seguito alla risoluzione ONU del 9 agosto 1947. Il film si propone di denunciare l'assurdità della ridefinizione dei confini orientali.

## Trama
In un paesino del Carso giunge la commissione internazionale incaricata di rivedere i confini. Soldati di diverse nazionalità hanno il compito di installare paletti e filo spinato lungo il confine, che è provvisoriamente segnato con una linea di vernice bianca. La linea bianca è tracciata senza riguardo alcuno: l'oratorio è diviso dalla chiesa, la stalla o il campo dalla casa, un campo da bocce è diviso in due e perfino il cimitero. Gli abitanti hanno tempo fino alla mezzanotte per scegliere il loro futuro, dopo la mezzanotte non potranno più varcare il confine e dovranno abbandonare tutto quello che si trova dal lato opposto.
Su questo scenario si innesta una storia d'amore interrotta dalla decisione dell'uomo di vivere in Jugoslavia per motivi politici. Un profugo lo sostituirà, finché non tornerà in Italia per annunciare inaspettatamente il suo matrimonio. Quest'annuncio segna anche l'ingresso del fratellino della protagonista nella banda dei ragazzini sloveni, che fronteggia la banda rivale italiana. I bambini cercano di rimuovere il paletto che segna il confine, e il fratellino in una scena molto drammatica viene ferito e muore, trasportato da un camion verso l'ospedale che è oltre il confine.
Nella pellicola si sovrappongono due registri narrativi: uno schiettamente realista, quasi documentaristico, con un'ambientazione fedele e uno scrupoloso rispetto dei fatti storici, l'altro più sentimentale per quanto riguarda le vicende dei personaggi, sempre tratteggiate a tinte forti.